# ماري ستيوارت (روائية)
ماري، ليدي ستيوارت، (ماري فلورنس إلينور رينبو) (17 سبتمبر 1916- 9 مايو 2014) هي روائية بريطانيا، طوّرت أسلوباً أدبياً عن الغموض الرومانسي وتميزت رواياتها بالأبطال المغامرين الأذكياء الذي كانوا يستطيعون الصمود في الظروف الخطرة. كتبت كتباً وشعراً للأطفال كنها عرفت بـ«سلسلة ميرلين» التي تقع بين الرواية التاريخية والخيالية.

## وصلات خارجية
- ماري ستيوارت على موقع IMDb (الإنجليزية)
- ماري ستيوارت على موقع أول موفي (الإنجليزية)
- ماري ستيوارت على موقع قاعدة بيانات الأفلام السويدية (السويدية)
- ماري ستيوارت على موقع كينوبويسك (الروسية)

- "Off the Page-Mary Stewart" 2010. Culture and literature series featuring a Scottish writer each week. In this episode, romance and historical novelist Mary Stewart discusses her natural passion for reading and writing, and the creation of her Merlin novels.
- "Mary Stewart: A Teller of Tales" 2011. Article by Katherine Hall Page from Mystery Scene.
- University of Rochester. "Interview with Mary Stewart" 1989. From Interviews with Authors of Modern Arthurian Literature. نسخة محفوظة 17 يونيو 2013 على موقع واي باك مشين.
- "Novelist Mary Stewart's a Lady Like Antonia Fraser—by Title; and That Ends the Similarity" 1976. Early People magazine article by Fred Hauptfuhrer.
- Mary Stewart  على قاعدة بيانات الخيال التأملي على الإنترنت
- Mary Stewart في مستندات مكتبة الكونغرس، مع 57 كتالوج للسجلات